# Dones a Síria
Les dones a Síria constitueixen el 49,4% de la població de Síria, i participen activament no només en la vida quotidiana, sinó també en els àmbits sociopolítics.
L'índex de desigualtat de gènere, que mesura la bretxa de gènere i que va ser introduït pel Programa de les Nacions Unides per al Desenvolupament (UNDP) a través de l'Informe sobre el desenvolupament humà (HDR) el 2010, situa Síria al lloc número 100 dels països amb més igualtat de gènere, amb una puntuació de 0,6993 punts el 2013.
La taxa d’alfabetització de les dones és del 74,2%, enfront del 91% dels homes. La taxa de dones majors de 25 anys amb estudis secundaris és del 29%.

## Història
Al segle xx es va desenvolupar a Síria un moviment pels drets de les dones, format principalment per dones de classe alta i amb estudis. El 1919, Naziq al-Abid (نازك العابد) va fundar Noor al-Fayha (Llum de Damasc), la primera organització de dones de la ciutat, juntament amb una publicació afiliada del mateix nom. Va ser nomenada general d'honor de l'exèrcit sirià després de lluitar en la batalla de Maysaloun, i el 1922 va fundar la Mitja lluna roja siriana. El 1928, la feminista libanesa-siriana Nazira Zain al-Din (نظيرة زين الدين), una de les primeres persones que va reinterpretar críticament l'Alcorà des d'una perspectiva feminista, va publicar un llibre que condemnava la pràctica del vel o hijab, argumentant que l'islam requereix que les dones siguin tractades per igual amb els homes. El 1930 es va celebrar a Damasc el Primer Congrés de Dones d'Orient.
El 1963 el partit Baas (حزب البعث العربي الاشتراكي) va prendre el poder a Síria i va comprometre la plena igualtat entre dones i homes, així com la plena participació laboral de les dones.
El 1967 les dones sirianes van formar una organització quasi governamental anomenada Unió General de Dones Sirianes (الاتحاد العام للمرأة السورية), una coalició de societats de benestar femení, associacions educatives i consells voluntaris destinades a assolir la igualtat d’oportunitats per a les dones a Síria.
L'any 2011 va marcar el començament de la Guerra Civil de Síria, on molts civils han estat víctimes d'atacs dirigits contra hospitals, escoles i infraestructures. Els grups rebels extremistes, com Jabhat al-Nusra (جبهة النصرة لاهل الشام) i l'ISIS (الدولة الإسلامية في العراق والشام), han aplicat polítiques estrictes que restringeixen les llibertats de les dones als territoris que controlen.
Després de l'esclat de la guerra civil, algunes dones sirianes s'han unit a unitats de les brigades femenines de l'exèrcit àrab sirià, del partit de la Unió Democràtica i de l'Estat Islàmic de l’Iraq i el Llevant, assumint funcions com franctiradores, unitats de primera línia o policia.

## Els drets legals
Tot i que Síria ha desenvolupat algunes característiques força laiques durant la independència a la segona meitat del segle xx, la llei sobre l'estatus personal encara es basa en la Xaria i és aplicada pels Tribunals de la Xaria. Síria té un sistema jurídic dual que inclou tribunals laics i religiosos.
Els contractes matrimonials són entre el nuvi i el pare de la núvia, i la legislació siriana no reconeix el concepte de violació conjugal.
Les dones sirianes tenen permís legal per participar en la vida quotidiana, tot i que no se les garanteix un lloc per formar part de categories polítiques, socials, culturals i econòmiques. L'edat mínima legal per al matrimoni és de 17 anys per a les dones sirianes i 18 per a homes. Tècnicament, es permet que les dones tinguin una opinió sobre els acords entre elles i el nuvi. Tot i que, atès que aquest contracte ha de ser signat pel nuvi i el tutor masculí de la núvia, els seus desitjos poques vegades es compleixen. D’altra banda, les lleis de divorci són úniques a Síria. De fet, a les dones se les permet demanar el divorci, però es tracta d’un procés llarg i ha d’obtenir el consentiment del seu marit. Hi ha algunes circumstàncies en què la dona pot sol·licitar el divorci a través del sistema judicial. Per fer-ho, ha de demostrar que el seu marit l’ha maltractat o ha deixat de banda les seves altres funcions com a marit. Si un home vol divorciar-se d’una dona, tot el que ha de fer és acudir als tribunals i exigir-ne tres vegades el divorci oralment, i el tribunal li concedirà el divorci.

## L'educació

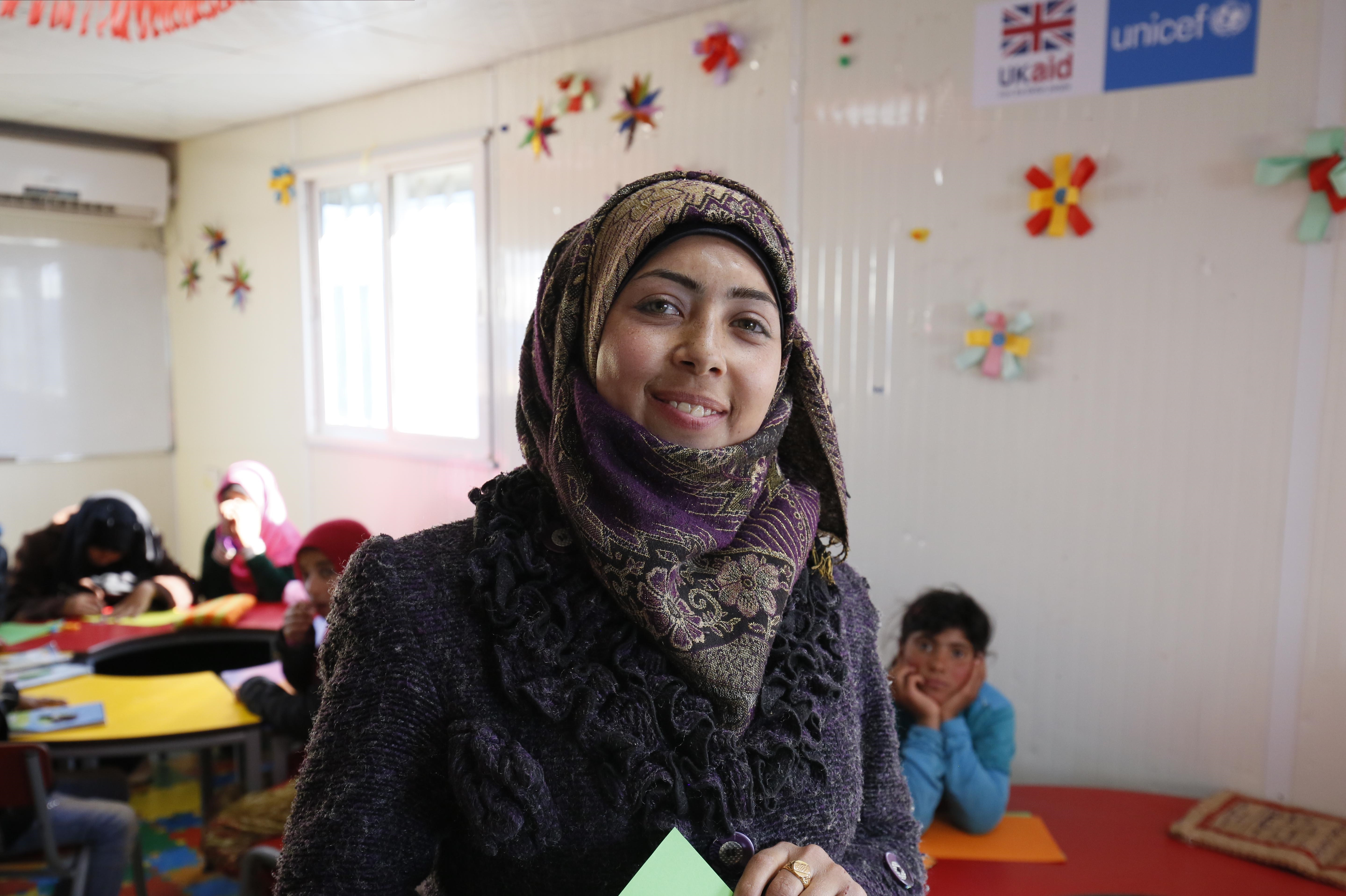
Una mestre siriana ensenyant en un centre UNICEF / Mercy Corps Makani per a nens petits del camp d'Azraq per a refugiats sirians al nord de Jordània, 2017

L'educació primària a Síria comença als sis anys d'edat i acaba als divuit anys. A les universitats sirianes, dones i homes assisteixen a les mateixes classes. Entre 1970 i finals de la dècada del 1990, la població femenina a les escoles va augmentar dràsticament. Aquest augment va incloure els primers anys escolars, juntament amb les escoles de nivell superior, com ara universitats i educació superior. Tot i que el nombre de dones ha augmentat, encara hi ha 95 dones per cada 100 homes.
Tot i que moltes dones comencen a anar a l'escola, la taxa d’abandonament escolar de les dones és molt superior a la dels homes.
La taxa d'alfabetització de les dones és del 74,2% i del 91% dels homes. La taxa de dones majors de 25 anys amb estudis secundaris és del 29%.

## Les dones i la política
A Síria, les dones sirianes van poder votar per primera vegada i van rebre el sufragi universal el 1953. A la dècada del 1950, Thuraya Al-Hafez (ثريا الحافظ) es va presentar al Parlament nacional, però no va ser elegida.
El 1971, les dones ocupaven 4 dels 173 escons del Parlament. El 2012, al Parlament, els homes ocupaven el 88% dels escons, mentre que les dones tenien el 12%. El Parlament sirià va estar presidit per la portaveu parlamentària Hadiya Khalaf Abbas (هدیة خلف عباس), la única dona que ha ocupat aquest càrrec fins ara.
L'assessora política i mediàtica del president Baixar al-Àssad va ser Bouthaina Shaaban (بثينة شعبان). Shaaban va ser Primera Ministra d'Expatriats de la República Àrab de Síria entre el 2003 i el 2008, i ha estat descrita com la cara del govern sirià al món exterior.
Dels representants de la societat civil entre els 150 membres del Comitè Constitucional sirià, que va ser reunit el 2019 per l'enviat sirià de les Nacions Unides, les dones sirianes representen al voltant del 30%. Diverses dones sirianes de renom, com l'acadèmica Bassma Kodmani (بسمة قضماني), Sabah Hallak de la Lliga de dones sirianes, la professora de dret Amal Yazji o la jutgessa Iman Shahoud (إيمان شحود), formen part de l'influent cos de redacció.

## El paper de les dones en l'economia i en l'exèrcit
El 1989, el govern sirià va aprovar una llei que exigia a les fàbriques i a les institucions públiques que proporcionessin una llar d'infants in situ.
Tot i això, la participació de les dones en la força de treball és baixa; segons el Banc Mundial, el 2014 les dones representaven el 16,4% de la població activa.
Les dones no estan reclutades a l'exèrcit, però poden servir voluntàriament. Les milícies femenines de Síria estan entrenades per lluitar pel president sirià, Baixar al-Àssad. Es va trobar un vídeo que es remuntava a la dècada del 1980 amb dones soldades que mostraven el seu orgull i protecció cap al pare d’Assad. «Com que les dones poques vegades participen en el bàndol armat de la revolució, és molt menys probable que siguin detingudes, escorcollades o molestades als punts de control governamentals. Això s'ha demostrat crucial per distribuir ajuda humanitària a tot Síria».

## La salud de les dones
Entre el 2010 i el 2015, l'esperança de vida mitjana al naixement de les dones a Síria és de 77,7 anys, en comparació amb els 74,5 anys dels homes.

## Crims contra les dones

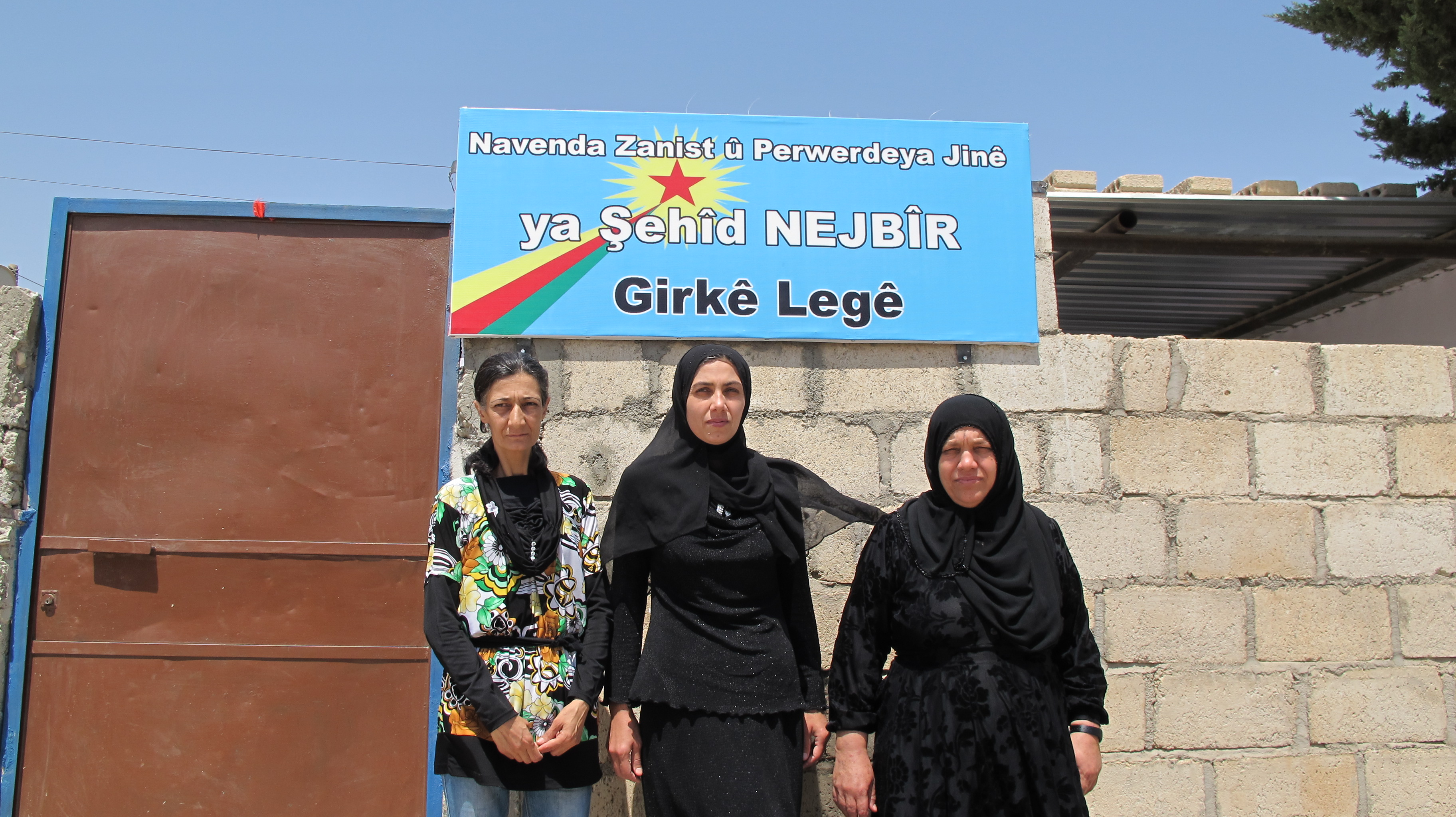
El centre de dones de Girkê Legê ofereix serveis a les supervivents de violència domèstica, agressions sexuals i altres formes de maltractament

### Els crims d'honor
Els crims d’honor es produeixen a Síria en situacions en què es considera que les dones van causar vergonya a la família, afectant la «reputació» de la família dins de la comunitat. Algunes estimacions suggereixen que a Síria es produeixen més de 200 crims d'honor cada any.

### El matrimoni forçat i el matrimoni infantil
El conflicte a Síria ha provocat un augment del matrimoni infantil. Les dures condicions de vida, la inseguretat i la por a la violació han portat les famílies a obligar les seves filles a casar-se molt joves. Com a conseqüència del matrimoni precoç, a moltes noies de Síria se les prohibeix completar els estudis perquè quan una noia es casa només s'espera que sigui una bona esposa i una bona mare.
El matrimoni infantil pot influir malament en la salut física i mental. El dany físic es pot relacionar amb la maternitat especialment per a dones menors de 18 anys i la possibilitat de no poder parir més vegades, i en casos extrems pot provocar la mort de la mare. Els factors psicològics es poden definir com a dificultats per interactuar amb el marit o no tenir prou consciència sobre la vida matrimonial i les seves responsabilitats.

### La violència domèstica
Un estudi del 2003 va trobar que el 23% de les dones no casades i el 26% de les dones casades havien patit maltractaments físics (maltractades almenys 3 vegades durant l'últim any). Es va trobar un abús regular (maltractament almenys una vegada a la setmana) en el 3,3% de les dones casades, sense que es notifiquessin abusos regulars per part de dones no casades. La prevalença d'abús físic entre les residents de les zones rurals va ser del 44,3%, enfront del 18,8% entre les residents de les zones urbanes. En la majoria dels casos (87,4%) l'abús va ser causat pel marit i, en el 9,5% dels casos va ser causat per més d'una persona. Es va trobar una relació entre l’abús físic i l'educació de les dones, la religió, l'edat, l'estat civil, l'estat econòmic, el malestar mental, el tabaquisme i la residència.

## La Federació del Nord de Síria - Rojava
Amb la Guerra Civil de Síria, la zona de població kurda del nord de Síria ha guanyat autonomia de facto com la Federació del Nord de Síria - Rojava, sent el principal actor polític el partit progressista Partit de la Unió Democràtica (حزب الاتحاد الديمقراطي ; PYD). Les dones kurdes tenen diverses organitzacions armades i no armades a Rojava, i millorar els drets de les dones és un dels focus principals de l’agenda política i social. Les lluitadores kurdes de les Unitats de Protecció de les Dones (وحدات حماية المرأة ; YPJ) van tenir un paper clau durant el setge de Kobani i en el rescat dels yazidis atrapats al mont Sinjar, i els seus èxits han atret l'atenció internacional com a rar exemple de forts èxits femenins en una regió on les dones estan fortament reprimides.

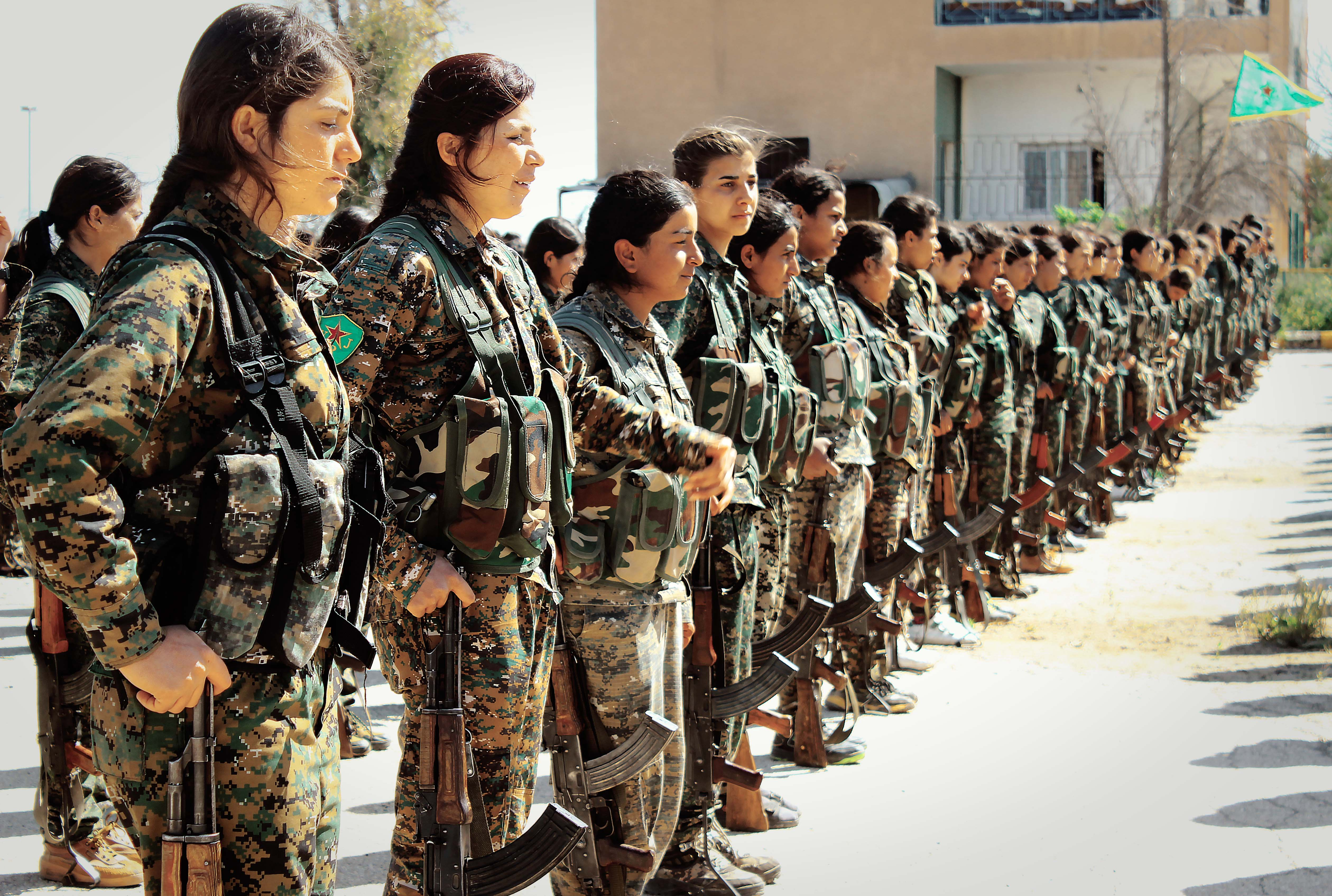
Soldades de les YPJ en formació amb els seus rifles
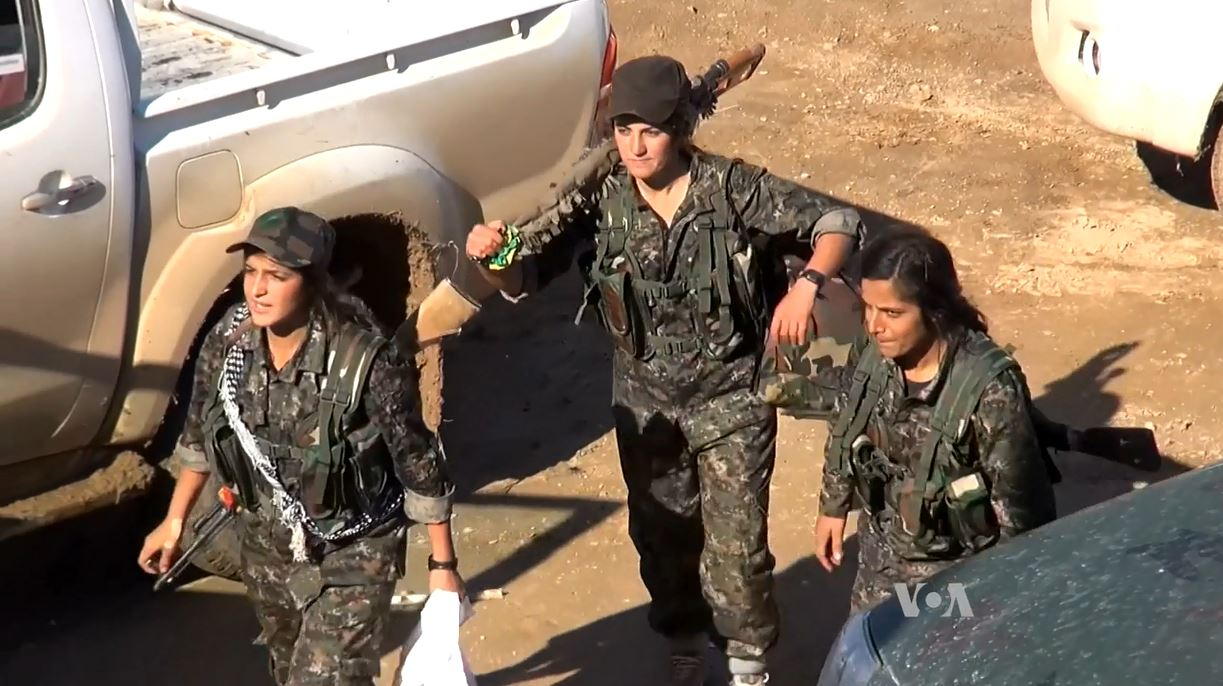
Membres de les YPJ a la batalla d'al-Hawl, 2015
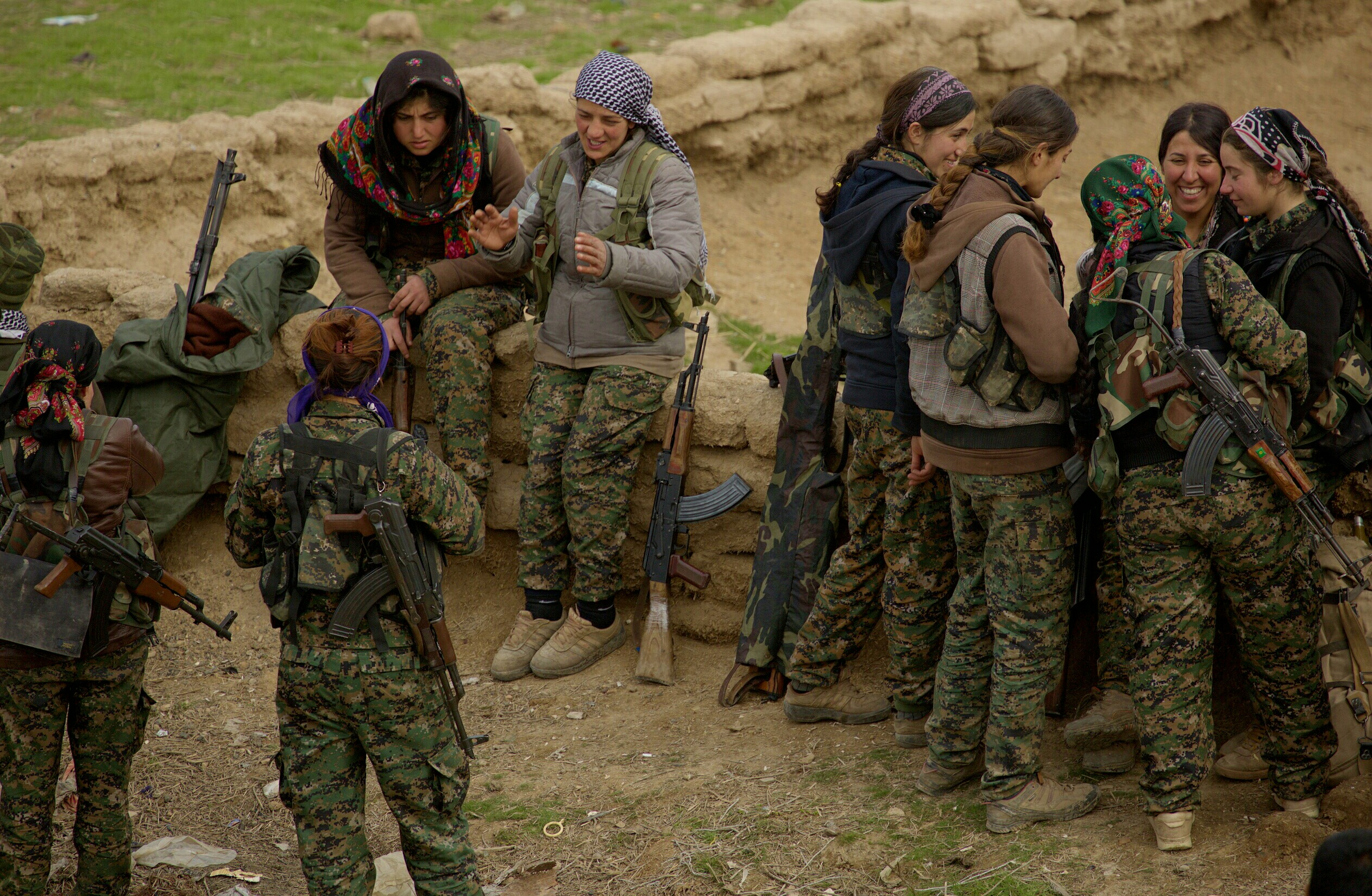
Un petit grup de dones combatents de les YPJ relaxant-se juntes

Les lleis civils de Síria són vàlides a Rojava, en la mesura que no entrin en conflicte amb la Constitució de Rojava. Un exemple notable de modificació és la llei de l'estatus personal; a Síria encara estava basada en la Xaria, mentre que a Rojava es va introduir el dret civil, es va proclamar la igualtat absoluta de les dones segons la llei i es va introduir la prohibició del matrimoni forçat i la poligàmia, mentre que el matrimoni infantil es va il·legalitzar. Per primera vegada en la història de Síria, es permet i promou el matrimoni civil, un pas significatiu cap a una societat oberta secular i el matrimoni entre persones de diferents procedències religioses.
Els esforços legals per reduir els casos de matrimonis infantil, poligàmia i crims d'honor es basen en campanyes de sensibilització ciutadana. A cada ciutat i poble s'estableix una «casa de dones». Es tracta de centres comunitaris dirigits per dones, que proporcionen serveis a les supervivents de violència domèstica, agressions sexuals i altres formes de maltractament. Aquests serveis inclouen assessorament, mediació familiar, suport legal i coordinació de cases segures per a dones i nens. A les cases de dones també es fan classes sobre independència econòmica i programes d'apoderament social.
Tots els òrgans administratius de Rojava han de tenir copresidents masculins i femenins, i el 40% dels membres de qualsevol òrgan de govern de Rojava han de ser dones. Es calcula que un 25% de la força policial Asayish dels cantons de Rojava són dones, i l’adhesió a l’Asayish es descriu als mitjans internacionals com un gran acte d’alliberament personal i social d’un context extremadament patriarcal, tant per a les dones kurdes com per les dones àrabs.
L'agenda política del PYD de «tractar de trencar les normes religioses i tribals basades en l'honor que confinen les dones» és controvertida entre la gent conservadora de la societat.

## Sirianes destacades

### Acadèmiques
- Amal Al Khedairy
- Bouthaina Shaaban
- Iman Shahoud
- Marwa Al-Sabouni
- Naila Al Atrash

### Activistes
- Amani Ballour
- Faia Younan
- Hadeel Kouki
- Iman Shahoud
- Loubna Mrie
- Maqbula al-Shalak
- Muzoon Almellehan
- Razan Ghazzawi
- Razan Zaitouneh
- Samira Khalil
- Sima Abd Rabo
- Waad Al-Kateab
- Wafa Mustafa

### Actrius
- Amal Arafa
- Amal Saad Eddin
- Bouthayna Shaya
- Caresse Bashar
- Dima Kandalaft
- Dina Haroun
- Emarat Rezk
- Haya Maraachli
- Jumana Murad
- Kinda Alloush
- Lama Alshamandi
- Makdah Murah
- May Skaf
- Muna Wassef
- Nesreen Tafesh
- Noura Rahal
- Raghda Khateb
- Rasha Al Taqi
- Sabah Jazairi
- Sulaf Fawakherji
- Sulafa Memar

### Artistes
- Aula Al Ayoubi
- Diana al-Hadid
- Khairat Al-Saleh
- Sara Shamma

### Cantants
- Amal Arafa
- Assala Nasri
- Dima Kandalaft
- Dima Orsho
- Faia Younan
- Farrah Yousef
- Fayza Ahmed
- Lena Chamamyan
- Mayada Basilis
- Mayada El Hennawy
- Noura Rahal
- Rasha Rizk
- Rouwaida Attieh
- Samira Tewfik
- Shahd Barmada
- Waad Al Bahri

### Científiques
- Dina Katabi
- Huda Akil
- Noor Shaker
- Rola Hallam
- Safaa Kumani
- Shadia Habbal

### Directores de cinema
- Diana El Jeiroudi
- Hala Al-Abdallah Yacoub
- Kinda Alloush
- Waha Al-Raheb
- Wiam Simav Bedirxan

### Esportistes
- Azza Attoura
- Bayan Jumah
- Ghada Shouaa
- Hala El-Moughrabi
- Hiba Omar
- Malak El-Nasser
- Marella Mamoun
- Roba Helane
- Seba Al-Raai
- Yusra Mardini

### Novel·listes
- Colette Khoury
- Dima Wannous
- Ghalia Qabbani
- Lina Hawyani al-Hasan
- Maha Hassan
- Rosa Yaseen Hasan
- Ulfat Idilbi

### Periodistes
- Dima Khatib
- Ghada al-Samman
- Ghalia Qabbani
- Hamida Nana
- Khawla Dunia
- Kholoud Waleed
- Maha Hassan
- Mai Badr
- Mary Ajami
- Rosa Yaseen Hasan
- Ruqia Hassan
- Salwa Al Neimi
- Samar Yazbek
- Waad Al-Kateab
- Zeina Yazigi

### Poetes
- Ahlam al-Nasr
- Amal Kassir
- Colette Khoury
- Hamida Nana
- Ibtisam al-Samadi
- Khairat Al-Saleh
- Maqbula al-Shalak
- Maram al-Masri
- Mary Ajami
- Maryana Marrash
- Salwa Al Neimi

### Polítiques
- Dima Moussa
- Hediya Yousef
- Hêvî Îbrahîm
- Hevrin Khalaf
- Jihan al-Mosli
- Leila Mustafa
- Maria Saadeh
- Randa Kassis
- Widad Haroun

### Varis
- Alisar Ailabouni (model)
- Dima Moussa (advocada)
- Lamia al-Hariri (diplomàtica)
- Lamia Assi (diplomàtica)
- Maya Youssef (música)
- Mqboola Chalak (advocada)
- Razan Zaitouneh (advocada)
- Sirin Hamsho (enginyera)